# 一 (プロレスラー)

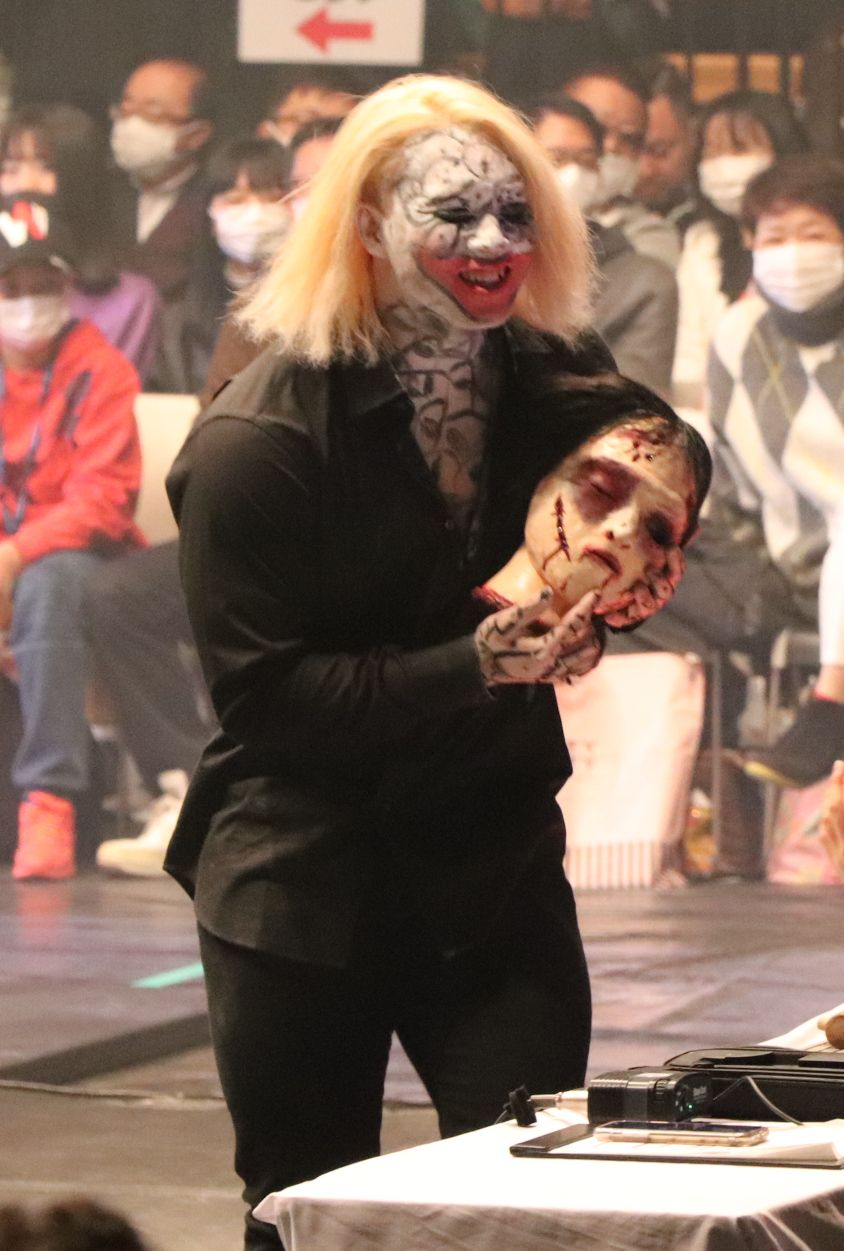
「WRESTLE WARS 2020」3.15東京・大田区総合体育館大会

一（はじめ、1995年6月7日 - ）は、日本のプロレスラー。大分県大分市出身。

## 経歴
2015年、WRESTLE-1主催のプロレス総合学院1期生として学院に入校し、半年間の学院生活を送ったものの、卒業認定とはならなかった。
その後、DDTプロレスリングの入門テストを受け練習生となるが、練習中のけがなどでほとんど帯同できず、プロレスリングACE設立時に声をかけられ、ACEの練習に再び参加することを直訴。半年間の練習後（いわくWRESTLE-1の下部組織・ACEの練習生という不思議な扱い）、2017年4月2日に3期生の卒業試合と同日にデビュー戦を行った。デビュー戦でのリングネームは野村 一（のむら・はじめ）。
デビュー戦は特殊なルールになったものの勝利を得る快挙を成し遂げる。その後、リングネームを現在の一（はじめ）に変更し、5月のACE新木場大会では新井健一郎とのシングルマッチを戦い健闘を見せる。元気の良さと思い切りの良さでACE、WRESTLE-1の各大会に出場。
2018年8月12日の夏フェス(仮)でACEからWRESTLE-1へ昇格移籍することを発表。
2020年3月15日より怪奇派に転身。W-1活動休止により、2020年3月31日をもって所属契約を解消。4月1日よりフリーランスとなる。

## 人物
中学卒業後、自分のやりたいことがやりたいとバイト暮らし。一度就職したが、祖母からプロレス総合学院のニュースを見聞きし退職。中卒だが修学旅行も欠席したほど通えておらず、協調性がないコミュ障を自称する。
同じコミュ障を自称する学院時代の同期頓所隼とは仲が良い。
一般人よりの背丈と力でありながらパワーファイターのような技を出す気質がある。

## 得意技
- ランニングエルボー
- オーバーヘッドキック
- 垂直落下ブレーンバスター
- コンプリート・ショット - カウンターや膝立ちの相手、ブレーンバスターの形から等
- フランケンシュタイナー
- クチナシ ‐ ファイヤーマンズキャリーの形で担ぎエメラルドフロウジョンの形で落とす